# T. S. Eliot
Thomas Stearns Eliot, conocido como T. S. Eliot (San Luis, Misuri; 26 de septiembre de 1888-Londres; 4 de enero de 1965) fue un poeta, dramaturgo y crítico literario británico-estadounidense. Representó una de las cumbres de la poesía en lengua inglesa del siglo XX. Según José María Valverde, en efecto, «la publicación de La tierra baldía (1922) convierte a T. S. Eliot en la figura central de la vida poética en lengua inglesa. [...] La crítica saludó el complejo y oscuro poema [...] como símbolo de una época de desintegración, que trataba desesperadamente de poner algún orden en el creciente caos aplicando mitologías y formas heredadas del pasado».
Eliot nació en los Estados Unidos y se trasladó a Inglaterra en 1914, con veintiséis años. Se hizo ciudadano británico en 1927, con treinta y nueve años de edad. Acerca de su nacionalidad y del papel de esta en su trabajo, afirmó: «[Mi poesía] no habría sido la misma si hubiese nacido en Inglaterra, y tampoco si hubiese permanecido en Estados Unidos. Es una combinación de cosas. Pero en sus fuentes, en sus corrientes emocionales, viene de Estados Unidos». El crítico Edmund Wilson afirmó de Eliot: «Es uno de nuestros auténticos poetas únicos».
En 1948 le fue concedido el Premio Nobel de Literatura «por su contribución sobresaliente y pionera a la poesía moderna».

## Biografía

### Primeros años
Nació en San Luis, Misuri, Estados Unidos, el 26 de septiembre de 1888. Su padre, Henry Ware Eliot, era un importante hombre de negocios, presidente y tesorero de la Hydraulic-Press Brick Company de dicha ciudad. Su madre, Charlotte Champe Stearns, tenía aficiones literarias y llegó a publicar algún libro.
El interés por la literatura se despertó en el poeta debido a varios factores. En primer lugar, Eliot tuvo que superar algunas limitaciones físicas de niño. Padeció una hernia doble abdominal de tipo congénito, lo que le impidió practicar muchas actividades físicas y limitó su relación con sus compañeros. Debido a este aislamiento se desarrolló su pasión por la literatura. Una vez que aprendió a leer, el niño inmediatamente se obsesionó con los libros y se absorbió por entero en los cuentos del Salvaje Oeste, así como en las peripecias del Tom Sawyer de Mark Twain. En el libro de memorias que le dedicó su amigo íntimo Robert Sencourt, se lee que el joven Eliot «a menudo se acurrucaba en el alféizar de la ventana detrás de un enorme libro, refugiándose en la droga de los sueños contra el dolor de vivir». En segundo lugar, también se acreditan los escenarios de su ciudad natal como origen de su visión literaria: «Es evidente que San Luis me afectó más profundamente que cualquier otro entorno; el hecho de haber pasado mi infancia al lado del gran río, algo incomunicable para aquellas personas que no lo han experimentado. Me considero afortunado de haber nacido aquí, y no en Boston, o Nueva York, o Londres».
Thomas estudió en la Smith Academy, de Saint Louis, desde 1898 hasta 1905. Pronto destacó en todas las materias, desde el latín a la física. Empezó a escribir poesía a los catorce años, bajo la influencia de Edward FitzGerald, sobre todo de su traducción del Rubaiyat, de Omar Jayam. Eliot afirmaría que el resultado fue sombrío y desesperado, y que hizo desaparecer todo lo que había escrito. Su primer poema publicado, "A Fable for Feasters", apareció como ejercicio escolar en el Smith Academy Record en febrero de 1905. También publicó tres historias breves, entre ellas "The Man who Was King", que refleja su visita a la Exposición Universal de San Luis, en 1904.
En 1906 ingresa en la Universidad de Harvard, donde estudia griego, literatura inglesa, alemán, historia medieval e historia del arte.
Publica poesía en la revista de la universidad, interesándose por los poetas simbolistas franceses (Rimbaud, Verlaine, Corbière, Laforgue, etc.). Bajo este influjo, marcha a París en 1909, donde asiste a las clases de Henri Bergson y conoce a Alain-Fournier. Estudia también en profundidad a Dante, a John Donne y a otros poetas metafísicos ingleses. La recuperación de los metafísicos significó en Eliot una censura tácita de los presupuestos románticos.
En su ensayo de 1961 Criticar al crítico, declarará las fuentes de su poesía: 

He escrito, sí, sobre Baudelaire, pero no sobre Jules Laforgue, al que debo más que a ningún otro poeta en cualquier idioma, ni sobre Tristan Corbière, al que también debo algo. (...) Hay, no obstante, un poeta que me causó profunda impresión cuando tenía veintidós años (...) un poeta que sigue siendo consuelo y asombro de mi edad actual (...) el poeta de que hablo es Dante.

De París marcha a Múnich e Italia. En 1911 vuelve a Harvard y se doctora en filosofía con una tesis sobre F. H. Bradley y su "conocimiento y experiencia". A lo largo de sus estudios universitarios, Eliot estudiará con George Santayana, Irving Babbitt, Henri Bergson, C. R. Lanman, Josiah Royce, Bertrand Russell y Harold Joachim. También se decanta por la filosofía y la filología hinduistas y por el budismo, a cuyo efecto estudió sánscrito y pali.
En Harvard es nombrado profesor ayudante de filosofía. Conoce a Bertrand Russell, que ha acudido como visitante a esa universidad, y este lo juzga su mejor alumno. Marcha becado a la universidad de Marburg (Alemania), pero, ante el inicio de la guerra, sale del país, trasladándose a Londres. En este año de 1914, en contra de los deseos paternos, decide establecerse definitivamente en Inglaterra. Pronto conoce a Ezra Pound, quien lo introduce en el mundillo literario inglés. En esos años trabará relación igualmente con Virginia Woolf y su marido, y con el novelista James Joyce, a quien confiesa admirar.
En 1915 dio clases de francés, alemán e historia en un instituto, pero pronto lo abandonó: no iba con él la enseñanza. Contrajo matrimonio con Vivienne Haigh-Wood, que años más tarde sufrió una enfermedad mental. En 1930 se separaron definitivamente. Sobre esta triste etapa en la vida de ambos se filmó en 1994 la película Tom & Viv, del director Brian Gilbert, protagonizada por Willem Dafoe y Miranda Richardson. Al igual que su mujer, a lo largo de los años Eliot sufrió distintos trastornos nerviosos. No volvió a casarse hasta muchos años más tarde.

### Prufrock (1917)
En 1917 Eliot comienza a trabajar en el banco Lloyd's de Londres, donde permanecerá varios años. Colabora regularmente en la revista The Egoist, fundada por Dora Marsden. También trabajará en la editorial Faber and Gwyer, más tarde Faber and Faber, firma de la que llegó a ser directivo.
Ese mismo año aparece su primer gran poema: La canción de amor de J. Alfred Prufrock. La obra, probablemente la más citada de Eliot, evidencia ya la intensa vocación experimental de su autor. Está estructurada como monólogo dramático, a la manera de Robert Browning, utilizando la técnica del monólogo interior o "stream of consciousness", que pocos años después pondría muy de moda James Joyce. Como en trabajos posteriores, Prufrock se halla repleto de citas y alusiones de todo tipo, con especial atención a Dante y Shakespeare (Hamlet).

Vamos entonces, tú y yo,
cuando el atardecer se extiende contra el cielo
como un paciente anestesiado sobre una mesa;
vamos, por ciertas calles medio abandonadas,
los mascullantes retiros
de noches inquietas en baratos hoteles de una noche
y restaurantes con serrín y conchas de ostras.

En 1920 publicará Poesías y la colección de ensayos críticos El bosque sagrado. En 1922 (annus mirabilis de la literatura del siglo XX, con la aparición de Ulises (novela), de James Joyce, Elegías de Duino, de R. M. Rilke (publicadas un año más tarde), Tractatus logico-philosophicus, de Ludwig Wittgenstein, Trilce de César Vallejo, parte importante de En busca del tiempo perdido, de Marcel Proust, etc.) aparece el poema que le haría mundialmente célebre, La tierra baldía (The Waste Land), en cuyo diseño final había intervenido su amigo Ezra Pound.
El libro fue compuesto en una época de graves dificultades personales para el autor, debido a los problemas nerviosos que aquejaban a su mujer y también a él mismo. Se dice que es gran exponente del desencanto y el dolor de la generación que había sufrido la Primera Guerra Mundial. Compuesto en forma de collage, y repleto, como Prufrock, de citas y referencias de lo más heterogéneo, la crítica en general lo califica de oscuro, profundo y visionario, por su oscilación entre lo profético y la sátira, sus continuos y repentinos cambios de voz, de lugar y tiempo, su vasto y elegíaco repaso en forma distorsionada de múltiples elementos de la literatura y la cultura universales. En su tiempo constituyó el epítome de la modernidad, junto a la ya mencionada novela de Joyce, Ulises.

Una rata se deslizó suavemente entre la vegetación
arrastrando su panza fangosa por la orilla
mientras yo pescaba en el turbio canal
un atardecer de invierno por detrás de los gasómetros
meditando sobre la ruina de mi hermano el rey
y sobre la muerte de mi padre el rey antes de él.

También en 1922 funda la que sería influyente revista Criterion. Otros libros importantes de esa etapa son: Los hombres huecos (1925) y Miércoles de ceniza (1930).
En 1927 Eliot da a su vida un giro muy llamativo, adoptando la nacionalidad británica y convirtiéndose al anglicanismo: «En una frase de un prólogo a una pequeña colección de ensayos titulada For Lancelot Andrewes decía yo que era clásico en literatura, monárquico en política y anglocatólico en religión. Debí prever que frase tan propicia para ser citada iba a perseguirme durante toda la vida».
Ya separado de su mujer e integrado en la Iglesia anglicana, se trasladó a vivir a una residencia para clérigos de Londres, en Gloucester Road, donde rezaba cada madrugada antes de iniciar su jornada de trabajo en Faber & Faber. Y allí vivió hasta que su amigo, el erudito John Hayward, confinado en una silla de ruedas, le invitó a compartir su vivienda, que Eliot no abandonó hasta que se casó con Valérie Fletcher, en 1957.

### Madurez
En 1943 aparecerá el libro que él mismo, así como gran parte de la crítica, considera su obra maestra: Four Quartets (Cuatro cuartetos). Four Quartets es el nombre que dio el poeta a cuatro poemas separados relacionados entre sí. Eliot los republicó juntos en forma de libro en 1943. Habían sido publicados separadamente de 1935 a 1942. Sus títulos son: "Burnt Norton", "East Coker", "The Dry Salvages" y "Little Gidding".
El libro parte del estudio de Eliot, que abarcó treinta años, de la filosofía y el misticismo. La imaginería cristiana y el simbolismo abundan en los poemas. Eliot se convirtió al anglicanismo en 1927 y era cristiano practicante. En los poemas, como en obras anteriores, hay asimismo abundantes referencias a los símbolos y tradiciones hinduistas, con los cuales estuvo muy familiarizado desde sus días de estudiante. Según Andreu Jaume, estos cuartetos son de inspiración teatral, aunque sin estar destinados a la escena, de manera que amalgaman el monólogo dramático, la poesía lírica y la meditativa en un equilibrio contrapuntístico perfecto.
Los cuatro poemas, de varios cientos de versos cada uno, se dividen en cinco secciones. Aunque se resisten a una fácil caracterización, muestran algunas coincidencias. Cada uno se inicia con un razonamiento lírico ubicado en la localización que le da título (siempre lugares con significación religiosa); todos meditan acerca de la naturaleza del tiempo en algún aspecto, teológico, histórico, físico y en su relación con el ser humano. Finalmente, cada uno de los poemas se asocia a uno de los elementos clásicos de la naturaleza: el aire, la tierra, el agua y el fuego. Parecen ensayos en verso que abordan las mismas ideas a través de variaciones, sin que se llegue a ninguna conclusión definida.

Tiempo presente y tiempo pasado
se hallan quizá presentes en el tiempo futuro
y el tiempo futuro dentro del tiempo pasado.
Si todo tiempo es eternamente presente
todo tiempo es irredimible.
Lo que pudo haber sido es mera abstracción
quedando como eterna posibilidad
solamente en el mundo de la especulación.
Lo que pudo haber sido y lo que fue

apuntan a un solo fin, que está siempre presente.
Burnt Norton

Su poesía no volverá a alcanzar tales cotas de calidad. Hasta los años 1950 irán apareciendo diversas piezas teatrales de contenido principalmente moralista o religioso: Asesinato en la catedral, Reunión familiar, El cocktail...
Eliot también destacó como ensayista con distintas obras de crítica literaria y temas sociales: El arte de la poesía y el arte de la crítica, Criticar al crítico, Notas para una definición de la cultura...
El máximo reconocimiento le llega con la concesión del Premio Nobel de Literatura y la Orden del Mérito del Reino Unido, ambos en 1948.
En 1957 contraerá matrimonio con Valerie Fletcher, su secretaria.
Fallece en Londres, el 4 de enero de 1965, de enfisema pulmonar, generado, parece ser, por su severo tabaquismo y por la continua exposición a la contaminación londinense, muy intensa en aquella época. Sus restos fueron incinerados y, de acuerdo con sus deseos, sus cenizas reposan en East Coker, la villa desde la que sus antepasados partieron rumbo a Estados Unidos, y que da título a uno de sus grandes poemas.

### Polémica de la correspondencia
El historiador literario Hugh Haughton, de la Universidad de York, recibió en 2006 el encargo de la editorial Faber de trabajar en la abundante correspondencia del poeta y premio Nobel. Hasta ahora solo se ha publicado un volumen de sus cartas, correspondiente a los años 1898-1921, en una edición al cuidado de su viuda, Valerie Eliot. Durante años, esta ha sido una celosa guardiana de la correspondencia y otros documentos del autor de Cuatro cuartetos, para exasperación de los biógrafos y analistas de su obra.
Una de las posibles causas de las restricciones al acceso a los papeles de Eliot, puede ser el miedo a revelaciones sobre sus pretendidas tendencias homosexuales y opiniones antisemitas.
Sobre este particular, en el documental de RTVE titulado Jaime Gil de Biedma, Retrato de un poeta se recoge una carta de este a su amigo, el diplomático Paco Mayáns, en la que Gil de Biedma —reconocido homosexual—, refiriéndose a su larga estancia en Inglaterra en los años 1950, dice textualmente (la propia carta se visualiza en pantalla): «Hace días que cohabito con T.S.E. [es decir, T. S. Eliot] con gran placer por mi parte y con algo menos por parte de mi familia, que se ha revelado un tanto insensible a los encantos de la prosodia inglesa. Hablan de echarnos a los dos a la calle».

## Poesía:Modernismoy religiosidad
Dejando aparte el “intelectualismo” del que frecuentemente se le acusa (muchas veces como forma de contraponer su figura a las de sus contemporáneos Dylan Thomas y W. H. Auden, poetas más netamente líricos), la poesía de T. S. Eliot presenta tres vertientes fundamentales, facetas en apariencia contradictorias entre sí, pero que el gran artista armonizaba sabiamente. La primera, una vena humorística muy sui generis. El autor era muy aficionado a la bagatela satírica y el chascarrillo irónico, visibles en libros como el primero que publicó, en 1917, Prufrock y otras observaciones, o en El libro de los gatos habilidosos (1939), en el cual está basada la famosa comedia musical Cats, de Andrew Lloyd Weber. La segunda, el arrebatado vanguardismo o experimentalismo literario; no en vano, junto a Wallace Stevens y Ezra Pound, fue el gran representante del modernismo inglés, que nada tiene que ver con nuestro «modernismo»: La tierra baldía.
Su tercera faceta es, sin duda, la meditativa y religiosa. El tono trascendente y penitencial adquiere una enorme presencia a lo largo de toda su obra, y del encuentro de elementos tan dispares (la tradición y la novedad, las bromas y las veras, lo sagrado y lo profano, podríamos decir o, como veremos después, la fe y el nihilismo) emanará, en síntesis, la, para algunos, poesía mayor del siglo XX; «una intensa atracción por la belleza junto a una igualmente intensa fascinación por la fealdad, la cual contrasta con ella y acaba destruyéndola», afirmó en uno de sus ensayos. Damaso López García traza muy bien una síntesis de estos llamativos contrastes en su introducción a Inventos de la liebre de marzo, recopilación de los primeros poemas de Eliot, aparecida tras fallecer este.
Como se ha dicho, Eliot, ya bien entrada la madurez, se convirtió inopinada y espectacularmente al anglicanismo; eso explica la importancia del sentimiento religioso en su vida, que de modo espontáneo trasladaría a su poesía. Dicho trasvase se plasma, de entrada, a través de la incorporación, aquí y allá, de innumerables citas tomadas de la Biblia, de obras de santos, de Dante, así como de textos sagrados orientales. Son frecuentes asimismo las referencias a episodios o lugares con fuerte significación religiosa, como en la que muchos juzgan su obra maestra, Cuatro cuartetos (1943). Pero Eliot llegó más lejos. En un tiempo convulso, cínico y descreído como el que le tocó vivir, marcado además por dos guerras mundiales, no se abstuvo de sacar a la luz directamente un ramillete de poemas “religiosos”, casi a imitación de la clerecía medieval: Viaje de los magos (1927), Miércoles de ceniza (1930, dedicado a la Virgen María), los coros de La piedra (1934, a favor de la construcción de nuevos templos), etc. Pero el fervor devoto en él —artista imbuido hasta la médula en el espíritu, dice Valverde, cínico y hueco de su siglo— muchas veces parece ser solo aparente. Al igual que el español Miguel de Unamuno, Eliot revela un talante místico al menos titubeante, en el cual la fe se ha visto considerablemente atemperada o enfriada, si no sustituida, por la desengañada meditación racional, siempre a vueltas con un tema metafísico de fondo: en el caso de Eliot, el incomprensible devenir del tiempo (Cuatro cuartetos).
En efecto, observemos el inicio de uno de los poemas puramente “religiosos” ya citados, Miércoles de ceniza:

Porque no tengo esperanza de volver otra vez

Porque no tengo esperanza

Porque no tengo esperanza de volver

Sección que concluye muy canónicamente:

Ruega por nosotros pecadores, ahora y en la hora de nuestra muerte.

Estos versos no se sabe si traslucen fe o desesperanza, si bien el efecto poético de contrastes como este, unido a los atrevidos recursos formales empleados, lejos de restringir la intensidad lírica, la amplifica notablemente. Sus composiciones en imágenes brindan originales resonancias, profundos e inesperados visos espirituales; una riqueza y variedad de registros rara en la poesía del pasado siglo, si obviamos a uno de sus grandes contemporáneos, el portugués Fernando Pessoa.
Otros aspectos importantes en su poesía, ya aludidos, fueron la influencia de los metafísicos (Donne, Marwell), los simbolistas franceses y la reacción contra el romanticismo. Según Andreu Jaume, «Para Eliot, el romanticismo significaba sobre todo individualismo y culto a la personalidad, justo lo contrario de lo que buscaba en su obra: sentido de la comunidad tradicional e invisibilidad personal», en referencia a su aspiración a la «huida de la personalidad», en sus propias palabras, y a su técnica del correlato objetivo.

## Eliot y los poetas españoles
Es difícil imaginar a un vanguardista español de la época dedicando versos del jaez de Miércoles de ceniza a la Virgen María. Lo mismo se puede decir de los poetas de la generación del 50, grandes lectores de Eliot. Uno de los más señalados, Claudio Rodríguez, llegó a conocerlo en persona, y tradujo su poesía completa del inglés, aunque posteriormente se distanció ampliamente de su figura y su poética, más cercanas a los modos de Dylan Thomas, en el sentido que se ha señalado más arriba. Durante su estancia en el Reino Unido, Jaime Gil de Biedma también conoció en persona al angloamericano, cuya obra admiraba profundamente. El poeta barcelonés tradujo el ensayo de Eliot “Función de la poesía y función de la crítica” y llegó a plantearse elaborar un estudio serio acerca de la influencia de Eliot en Cernuda. Como Gil de Biedma, particularmente en su época de formación, José Ángel Valente tuvo muy presente el magisterio de Eliot. Poeta más reciente también en la línea de Eliot, es el salmantino Francisco Castaño (Salamanca, 1951). En Latinoamérica, el autor más eliotiano, por su dedicación poética y crítica, quizá sea Octavio Paz.
La preocupación por la trascendencia se halla muy presente en dos importantes poetas españoles anteriores, de la primera mitad del siglo: el ya citado Unamuno y ese otro gran meditativo, más joven, llamado Luis Cernuda. En el primero, filósofo “profesional”, como hubiese podido serlo Eliot (no olvidemos que obtuvo la titulación de "Master of Philosophy", llegando a convertirse en alumno aventajado de Bertrand Russell), la duda esencial, la devoción problemática se traduce en honda frustración, dolor humano, en el “sentimiento trágico de la vida”, como se aprecia en su poema El Cristo de Velázquez (1920).
Por el contrario, en Cernuda —asiduo degustador del poeta inglés, según recuerda Octavio Paz en su ensayo cernudiano La palabra edificante—, meramente en frío desdén divino, como se advierte en su composición —que parece inspirada en la ya citada de Eliot— La adoración de los magos (1940).
Este poema se cierra:

Y quisimos ser hombres sin adorar a dios alguno.

Eliot, años antes, había rematado el suyo de forma no menos pesimista: 

Volvimos a nuestros sitios, estos Reinos,
pero ya no más a gusto aquí, en el viejo estado de cosas,
con una gente extraña aferrándose a sus dioses.

Me alegraría de otra muerte.
(Trad. de José María Valverde).

Pesimismo, decimos, aunque no olvidemos que el coetáneo James Joyce, formado en el Trinity College, llegaría en este sentido hasta la sátira (véase el principio de Ulises).
El propio Cernuda, en su ensayo de 1959 Goethe y Mr. Eliot, calificaba al inglés de 

uno de los mayores poetas hoy vivos [...] un crítico excepcional, a cuya agudeza se deben puntos de vista nuevos sobre el arte de la poesía en general y sobre la historia de la poesía inglesa en particular.

Entre Eliot y Cernuda son apreciables otras divergencias aparte de las expuestas. Los contenidos orientalizantes están muy presentes en el primero y brillan por su ausencia en Cernuda. Este, por otra parte, se dejaba llevar con frecuencia por sus venas sensualista e "historicista", en las antípodas de la poesía ascética y, por así decir, de circunstancias (o sincrónica, en palabras de su traductor al castellano José María Valverde) de Eliot. Y aunque tanto uno como otro evidencian una acusada tendencia discursiva (incluso argumentativa en algunos casos, sin que ello les hiciera perder un ápice de elegancia e inspiración), la poética de Eliot posibilitaba un más variado inventario de registros, visible en técnicas como la del collage, y en el denominado “correlato objetivo”, en virtud del cual trataba de mostrar, plasmar de manera muy gráfica, determinadas imágenes o realidades a fin de suscitar en el lector la emoción y la idea elegidas.
Era, en resumen, esa original imaginería religiosa, esa entrecortada letanía penitencial, salpicada de irónica inteligencia, lo que potenciaba hasta el grado máximo sus visiones apabullantes del absurdo y el desarraigo espiritual tan característicos del mundo moderno.

## Obra dramática
Los dramas de Eliot, la mayor parte en verso, incluyen Sweeney Agonista (1925), Asesinato en la catedral (1935), Reunión familiar (1939), El cóctel (1950), El secretario particular (1953) y El viejo estadista (1958). Asesinato en la catedral trata de la muerte del santo Tomás Becket (siglo XII). Eliot confesó la influencia, entre otros, de la obra del predicador del siglo XVII Lancelot Andrewes, sobre quien escribió un ensayo.
Sus dramas son mucho menos conocidos que su poesía, pero merece la pena recordar, por ejemplo, la versión de El cóctel en la que aparecía Sir Alec Guinness en el papel principal. La lectura de Asesinato en la catedral ha sido incluida durante muchos años en los planes de estudio de la Iglesia de Inglaterra.

## Obra ensayística
Eliot fue representante destacado del llamado new criticism inglés, y uno de los grandes críticos de su tiempo.
En 1920 publicó El bosque sagrado, según Andreu Jaume, su libro más programático y calculado y donde se esbozan las líneas maestras de su programa: los isabelinos menores, el interés por la poseía dramática, la incomodidad con Shakespeare, el simbolismo francés y Dante.
Ya en 1929 es considerado el crítico más importante de su generación por Edmund Wilson.
A finales de los años treinta, en pleno apogeo del fascismo, escribe Idea de una sociedad cristiana, donde critica a las democracias liberales de su tiempo —especialmente la inglesa— mientras que propone una teocracia cristiana como la mejor alternativa a los Estados totalitarios. Asimismo ataca los postulados individualistas e igualitarios de la Tercera República francesa, inferiores según él a los ideales del régimen de Vichy: «La divisa Libertad, Igualdad, Fraternidad no es más que una reliquia de la época de la revolución; Familia, Trabajo, Patria tiene un valor más permanente».
Son también muy conocidos sus trabajos: El arte de la poesía y el arte de la crítica (1933) y Criticar al crítico (1961).
Sus preocupaciones van desde la pedagogía de las lenguas clásicas (Los fines de la educación) hasta el comentario literario (sobre Dante, Poe, Valery, Ezra Pound, el verso libre, etc.) y la propia crítica literaria (Criticar al crítico).
Merece aquí la pena hacer mención de su concepto del objective correlative (correlato objetivo), que se basa en la idea de que el arte no debe ser una expresión personal, sino que debe funcionar a través de símbolos universales. Hay que buscar un objeto o grupo de objetos que sean capaces, por sí mismos, de evocar la emoción elegida por el poeta. Se le ha criticado su postura frecuentemente con pruebas en contra, incluso dentro de su propia obra poética, pruebas que de ningún modo empañan la validez de su teoría. Otras expresiones típicas de la crítica eliotiana: la «imaginación auditiva» y la «disociación de la sensibilidad».
El sistema crítico de Eliot va enfocado principalmente al aspecto técnico de los autores que estudia. Así, la técnica poética se reduce sobre todo a un problema métrico.

## Publicaciones

### Poesía
- Inventos de la liebre de marzo (recopilación de poesía juvenil, 1909-1917)
- Prufrock y otras observaciones (1917)
- Poemas (1920)
- La tierra baldía (1922)
- Los hombres huecos (1925)
- Poemas de Ariel, incluye "El viaje de los Magos" (1927-1954)
- Miércoles de ceniza (1930)
- Coriolano (1931)
- El Primer Coro de la Roca (1934)
- El libro de los gatos habilidosos (1939)
- "The Marching Song of the Pollicle Dogs" y "Billy M'Caw: The Remarkable Parrot", en The Queen's Book of the Red Cross (1939)
- Cuatro cuartetos (1943)
- Poemas menores (varias fechas)
- Versos ocasionales (varias fechas)

### Teatro
- Sweeney Agonista (1926, representado en 1934)
- The Rock (1934)
- Asesinato en la catedral (1935)
- The Family Reunion (1939)
- The Cocktail Party (1949)
- The Confidential Clerk (1954)
- The Elder Statesman (1959, representado en 1958)

### Ensayo
- The Sacred Wood: Essays on Poetry and Criticism (1920)
- The Second-Order Mind (1920)
- Tradition and the individual talent (1920)
- Homage to John Dryden (1924)
- Shakespeare and the Stoicism of Seneca (1928)
- For Lancelot Andrewes (1928)
- Dante (1929)
- Selected Essays (1917-1932)
- The Use of Poetry and the Use of Criticism (1933)
- After Strange Gods (1934)
- Elizabethan Essays (1934)
- Essays Ancient and Modern (1936)
- The Idea of a Christian Society (1940)
- Notes Towards the Definition of Culture (1948)
- Poetry and Drama (1951)
- The Three Voices of Poetry (1954)
- On Poetry and Poets (1957)

## Edición en español
- La tierra baldía. Traducción de Juan Carlos Villavicencio y Braulio Fernández. Ensayo y notas de B. Fernández. Descontexto Editores, Santiago de Chile. 2017. ISBN 978-956-9438-14-1.
- La tierra baldía. Biblioteca Abraham Valdelomar - Lustra Editores. 2012. ISBN 978-612-46070-9-7.
- La aventura sin fin. Lumen. 2011. ISBN 9788426419200.
- The Waste Land / La tierra agostada. Edición privada de 300 ejemplares fuera de comercio. 2010.
- Asesinato en la Catedral. Encuentro. 2009. ISBN 9788474909579.
- Cuatro cuartetos. Edición privada fuera de comercio. Edición bilingüe. 2008.
- Tierra yerma y Notas a Tierra yerma. Universidad Nacional Autónoma de México - Coordinación de Difusión Cultural - Dirección de Literatura. 2008. Archivado desde el original el 13 de octubre de 2016. Consultado el 12 de septiembre de 2013.
- La tierra baldía y otros poemas. Arquitrave editores. 2005.
- La tierra baldía. Cátedra - Letras Universales. 2005. ISBN 978-84-376-2257-6.
- El bosque sagrado. Cuadernos de Langre. 2004. ISBN 84-932381-7-1.
- Lo clásico y el talento individual. Universidad Nacional Autónoma de México. 2004. ISBN 970-32-1506-8.
- La unidad de la cultura europea: notas para la definición de la cultura. Encuentro. 2003. ISBN 9788474907032.
- El libro de los gatos habilidosos. Pre-Textos. 2001. ISBN 84-8191-425-8.
- Prufrock y otras observaciones. Pre-Textos. 2000. ISBN 84-8191-332-4.
- Poesías reunidas 1909-1962. Alianza. 2000. ISBN 84-2065-441-8.
- Sobre poesía y poetas. Icaria Editorial. 1992. ISBN 9788474261950.
- Cuatro cuartetos. Trad. y prólogo Esteban Pujals. Cátedra. 1987. ISBN 978-843-7607-047.
- Poesías reunidas. Trad. y prólogo de José María Valverde. Alianza Editorial. 1978. ISBN 84-206-3040-3.

## Reconocimientos
- Orden del Mérito (otorgada por el rey Jorge VI (Reino Unido), 1948)
- Premio Nobel de Literatura (Estocolmo, 1948)[42]
- Officier de la Legión de Honor (Francia), 1951)
- Premio Goethe (Hamburgo, 1955)
- Medalla Dante (Florencia, 1959)
- Commandeur de l'ordre des Arts et des Lettres (Francia, 1960)
- Presidential Medal of Freedom (EE. UU., 1964)
- 13 doctorados honoris causa (incluyendo Oxford, Cambridge, La Sorbona y Harvard).
- Dos premios Tony póstumos (1983) por sus poemas usados en el musical Cats
- El Eliot College de la Universidad de Kent, Inglaterra, recibió su nombre.
- Conmemorado en distintas series de sellos postales.
- Posee una estrella en el St. Louis Walk of Fame.

### En castellano
- Datos biográficos de T. S. Eliot, en página web El Poder de la Palabra.
- "El entierro de los muertos", primera parte de La tierra baldía, en traducción de José Luis Rivas.
- Tierra yerma y Notas a Tierra yerma Archivado el 13 de octubre de 2016 en Wayback Machine.. Traducción y nota introductoria de Manuel Núñez Nava. México D. F.: Universidad Nacional Autónoma de México - Coordinación de Difusión Cultural - Dirección de Literatura, 2008. (Colección Material de Lectura – Serie Poesía Moderna; 18).
- Cuatro Cuartetos, en traducción de Jesús Placencia Archivado el 9 de abril de 2015 en Wayback Machine..
- The Dry Salvages, el tercero de los Four Quartets, en versión y notas de José Emilio Pacheco, en: Letras Libres No. 154 (México) y No. 121 (España), octubre de 2011.
- Poesía y teatro de T. S. Eliot (UNAM, 1991), por María Enriqueta González Padilla, en Google Books.
- "Eliot o el espejo roto de la modernidad", por Roque Puel de Cristo, prólogo a la edición de La tierra baldía (Lima: Lustra, 2012).
- "Visiones escatológicas: Dante Alighieri y T. S. Eliot", por Fernando Casales (enlace roto disponible en Internet Archive; véase el historial, la primera versión y la última)..
- Diversos estudios y enlaces sobre T. S. Eliot (enlace roto disponible en Internet Archive; véase el historial, la primera versión y la última)., en Biblioteca Virtual Miguel de Cervantes.

### En inglés
- Eliot's Grave
- What the Thunder Said: T. S. Eliot
- T. S. Eliot Collection at Bartleby.com
- T. S. Eliot Society Home Page
- Eliot's Prufrock Text and extended audio discussion of "The Love Song of J. Alfred Prufrock"
- Composition of The Waste Land Archivado el 1 de febrero de 2009 en Wayback Machine.
- Eliot family genealogy, including T. S. Eliot
- T. S. Eliot's Gravesite
- Biography From T. S. Eliot Lives' and Legacies. Archivado el 14 de febrero de 2007 en Wayback Machine.

| Predecesor: André Gide | Premio Nobel de Literatura 1948 | Sucesor: William Faulkner |

- Datos: Q37767
- Multimedia: T.S. Eliot / Q37767
- Citas célebres: T. S. Eliot
- Textos: Autor:T. S. Eliot